# Klecza Górna
Klecza Górna – wieś w Polsce położona w województwie małopolskim, w powiecie wadowickim, w gminie Wadowice, 320–340 m n.p.m. na skraju Beskidu Małego, na trasie Cieszyn – Kraków, stanowiąca do końca XV wieku w jedność z Kleczą Dolną.

## Nazwa
Nazwę miejscowości w zlatynizowanej staropolskiej formie Clecza villa wymienia w latach 1470–1480 Jan Długosz w księdze Liber beneficiorum dioecesis Cracoviensis. W okresie tym nie rozróżniano Kleczy Dolnej i Górnej. Rozdział miejscowości nastąpił dopiero w 1490 roku.

## Części wsi
| SIMC    | Nazwa        | Rodzaj     |
| ------- | ------------ | ---------- |
| 0074487 | Pagórek      | część wsi  |
| 0074493 | Podlesie     | część wsi  |
| 0074501 | Wilczy Rynek | część wsi  |
| 0074518 | Witkówka     | przysiółek |
| 0074524 | Zacisze      | przysiółek |
| 0074530 | Zarębki      | przysiółek |

## Historia
- 1353 – pierwsza udokumentowana wzmianka o wsi (zapiski o kościele).
- W latach 1470–1480 Jan Długosz w księdze Liber beneficiorum dioecesis Cracoviensis jako właściciela miejscowości podaje Andrzeja Słupskiego[4].
- 1490–1499 – podział wsi na Kleczę Dolną i Kleczę Górną
- W listopadzie 1900 roku na licytacji właściciel Kleczy Górnej Przecław Sławiński zakupił Kleczę Dolną i Średnią, własność Franciszka Neumayera[7]
- W latach 20. we wsi zamieszkiwał kpt. Jan Teodorowicz[8].
- W latach 1975–1998 miejscowość administracyjnie należała do województwa bielskiego.
- W 2013 roku we wsi zarejestrowane zostało prywatne, śmigłowcowe lądowisko TDJ S.A. Klecza.

## Zabytki
Obiekt wpisany do rejestru zabytków nieruchomych województwa małopolskiego.
- Zespół dworsko-parkowy. 
Dwór murowany z 1883 roku, w ogrodzie ujawniającym starsze rozplanowanie krajobrazowe.